# VENUS 〜迷い子の未来〜
「VENUS 〜迷い子の未来」（ビーナス〜まよいごのみらい）は、吉川晃司が1993年12月13日にリリースした18枚目のシングルである。

## 解説
アルバム『Cloudy Heart』（1994年）からの先行シングルとして発売された。ローソンが主催、吉川も出演した「3D R&R SHOW」コマーシャルソングとして使用。
サビの歌詞が違うバージョンがある。（後述参照）

## 収録曲
1. VENUS 〜迷い子の未来
作詞：松井五郎、吉川晃司／作曲：吉川晃司／編曲：吉田建、吉川晃司
2. ROMANCER
作詞：松井五郎、吉川晃司／作曲：吉川晃司／編曲：吉田建、吉川晃司
3. VENUS 〜迷い子の未来 (original KARAOKE)
4. ROMANCER (original KARAOKE)

## 参加ミュージシャン
- 青山純 - ドラムス
- 吉田建 - ベース
- 小倉博和 - ギター
- 富樫春生 - キーボード
- 柴田俊文 - キーボード

## 収録アルバム
- VENUS 〜迷い子の未来
  - Cloudy Heart（1994年）
  - GOLDEN YEARS VOL.III（1996年）
  - DON'T STOP ME NOW（1997年）
  - PASSAGE:K2 SINGLE COLLECTION 1984-1996（1998年）
  - Spirit×ナイフ 〜GOLDEN YEARS MILLENNIUM EDITION〜（2000年）
  - BEST BEST BEST 1989-1995（2005年）
  - SINGLES+ （歌詞違いバージョン）（2014年）
- ROMANCER
  - Cloudy Heart（1994年）
  - PASSAGE:K2 SINGLE COLLECTION 1984-1996（1998年）
  - BEST BEST BEST 1989-1995（2005年）